# Полубайт
| Биты | Биты | Биты | Биты | Значения                  | Значения         |
| 8    | 4    | 2    | 1    | Шестнадцате- ричная цифра | Десятичное число |
| ---- | ---- | ---- | ---- | ------------------------- | ---------------- |
| 0    | 0    | 0    | 0    | 0                         | 0                |
| 0    | 0    | 0    | 1    | 1                         | 1                |
| 0    | 0    | 1    | 0    | 2                         | 2                |
| 0    | 0    | 1    | 1    | 3                         | 3                |
| 0    | 1    | 0    | 0    | 4                         | 4                |
| 0    | 1    | 0    | 1    | 5                         | 5                |
| 0    | 1    | 1    | 0    | 6                         | 6                |
| 0    | 1    | 1    | 1    | 7                         | 7                |
| 1    | 0    | 0    | 0    | 8                         | 8                |
| 1    | 0    | 0    | 1    | 9                         | 9                |
| 1    | 0    | 1    | 0    | A                         | 10               |
| 1    | 0    | 1    | 1    | B                         | 11               |
| 1    | 1    | 0    | 0    | C                         | 12               |
| 1    | 1    | 0    | 1    | D                         | 13               |
| 1    | 1    | 1    | 0    | E                         | 14               |
| 1    | 1    | 1    | 1    | F                         | 15               |

Полубайт или Ниббл (англ. nibble, nybble), тетрада или гексадецит (hexadecit — hexadecimal digit) — единица измерения информации, равная четырём двоичным разрядам (битам), удобна тем, что представима одной шестнадцатеричной цифрой, то есть является одним шестнадцатеричным разрядом. Переменная размера «ниббл» может принимать 24=16 различных значений. В русском языке используется синоним «тетрада».
По-английски «nibble» означает «покусывать», тогда как «byte» — искажённое «bite», «кусать».

## Использование
В компьютерной графике иногда используется 4-битная глубина цвета, то есть палитра из 16 цветов. Особенно употребителен был 4-битный цвет для адаптеров EGA.
LPT-порт может передавать данные от принтера к компьютеру по одному нибблу, используя специальные линии состояния. Эта возможность используется некоторыми периферийными устройствами, подключаемыми через такой порт.

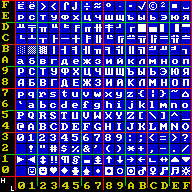
Кодовая страница CP866

Октет состоит из двух нибблов. Шестнадцатеричное представление октетов (то есть разложение множества 256 значений октетов в прямое произведение 16×16) используется для наглядного представления этого множества, в частности для изображения кодовых страниц в виде таблиц.
На рисунке справа — множество октетов (символы альтернативной кодировки) в виде таблицы. Слева отложен старший ниббл (возрастает снизу вверх), снизу отложен младший ниббл (возрастает слева направо).
При использовании двоично-десятичного кода одна десятичная цифра хранится в одном ниббле.
Аналогично метру, килограмму, литру, секунде и другим единицам измерения, в которых используются названия: полметра, полкилограмма, пол-литра, полсекунды, а не их специальные названия, на практике применяется название — полубайт, а название ниббл не прижилось.